# Oberea sobosana
Oberea sobosana är en skalbaggsart som beskrevs av Nobuo Ohbayashi 1956. Oberea sobosana ingår i släktet Oberea och familjen långhorningar. Inga underarter finns listade i Catalogue of Life.